# Communauté de communes de Trévières
La communauté de communes de Trévières  est une ancienne communauté de communes française, située dans le département du Calvados et la région Normandie.

## Historique
La communauté de communes est créée le 29 décembre 1999 et regroupe alors les communes d'Aignerville, Blay, Bricqueville, Colleville-sur-Mer, Colombières, Écrammeville, Formigny, Louvières, Mandeville-en-Bessin, Mosles, Rubercy, Sainte-Honorine-des-Pertes, Saint-Laurent-sur-Mer, Surrain, Trévières et Vierville-sur-Mer. Elles sont rejointes l'année suivante par Asnières-en-Bessin et La Folie, puis en janvier 2002 par Bernesq, Crouay, Étréham, Russy, Saint-Martin-de-Blagny et Tour-en-Bessin. Le 1er janvier 2005, la commune de Maisons y adhère.
Le 1er janvier 2017, elle fusionne avec les communautés de communes Intercom Balleroy Le Molay-Littry et Isigny Grandcamp Intercom pour former la communauté de communes Isigny-Omaha Intercom.

## Composition
Elle était composée de vingt-cinq communes, toutes du canton de Trévières :
1. Aignerville
2. Asnières-en-Bessin
3. Bernesq
4. Blay
5. Bricqueville
6. Colleville-sur-Mer
7. Colombières
8. Crouay
9. Écrammeville
10. Étréham
11. La Folie
12. Formigny
13. Louvières
14. Maisons
15. Mandeville-en-Bessin
16. Mosles
17. Rubercy
18. Russy
19. Sainte-Honorine-des-Pertes
20. Saint-Laurent-sur-Mer
21. Saint-Martin-de-Blagny
22. Surrain
23. Tour-en-Bessin
24. Trévières
25. Vierville-sur-Mer

## Compétences

### Obligatoires
- Aménagement de l'espace
  - La communauté de communes élaborera une charte intercommunale de l'espace, prenant en compte les plans locaux d'urbanisme existants. La révision et l'établissement de ces plans locaux d'urbanisme restent de la compétence des communes
  - La communauté de communes participera à l'élaboration d'un schéma de cohérence territoriale (SCOT). Par ailleurs, elle est compétente pour réaliser toute étude d'ensemble concourant à l'aménagement de l'espace sur le territoire intercommunal
- Développement économique
  - La communauté de communes œuvrera en faveur du maintien, de l'extension ou de l'accueil des activités économiques, quelle que soit leur nature.
  - La communauté de communes pourra créer une zone d'accueil pour activités artisanales, avec mise en place d'une taxe professionnelle de zone
  - En partenariat avec les chambres professionnelles, la communauté de communes facilitera tout programme visant au maintien et au développement des activités agricoles, artisanales et commerciales

### Optionnelles
- Travaux de voirie
  - La communauté de communes prend en charge :
    - À titre principal, l'entretien de la voirie communale, limité aux chaussées des voies communales et des chemins ruraux revêtus : reprofilage, goudronnage, élargissement
    - À titre secondaire, les busages transversaux, les parkings et trottoirs

  - Au vu du programme de travaux de voirie élaboré par chaque commune membre et, dans la limite des crédits qu'il vote, le conseil de communauté décide annuellement des travaux qui seront réalisés. Dans le cas où le montant total des travaux de voirie à réaliser excède celui des crédits votés, la priorité est donnée aux travaux d'entretien de voirie pris en charge à titre principal par la communauté de communes
- Enseignement élémentaire et préélémentaire
  - La communauté de communes assurera en lieu et place des communes les charges de fonctionnement et d'investissement afférentes aux écoles maternelles et primaires, à l'exclusion des cantines et du ramassage scolaire
  - Les bâtiments scolaires restent l'entière propriété des communes
- Environnement et cadre de vie
  - La communauté de communes mène des actions en faveur de l'amélioration de l'habitat, en particulier une opération programmée d'amélioration de l'habitat (OPAH), en liaison avec le syndicat intercommunal du canton de Trévières de décembre 2010 jusqu'en décembre 2013.
  - La communauté de communes est compétente pour réaliser les études et schémas directeurs d'assainissement
- Activités sportives, sociales et culturelles
  - La communauté de communes assurera l'étude, la réalisation, l'entretien et le fonctionnement d'équipements sportifs et culturels nouveaux, ayant une vocation intercommunale
  - La communauté de communes prendra également toute mesure d'ensemble pour faciliter la vie associative, la diffusion de la culture et les activités en faveur de la jeunesse
- Tourisme
  - La communauté de communes élaborera un schéma global de développement du tourisme et ménera toutes étude d'ensemble concourant au développement du tourisme
  - La communauté de communes assurera l'étude, la réalisation, l'entretien et le fonctionnement d'équipements nouveaux d'accueil, de promotion et/ou de loisirs, ayant une vocation intercommunale
  - La communauté de communes adhérera au Pays d'accueil touristique du Bessin
  - La communauté de communes assurera une promotion et une communication globale du territoire intercommunal

## Administration
| Période        | Période        | Identité            | Étiquette | Qualité                     |
| -------------- | -------------- | ------------------- | --------- | --------------------------- |
| janvier 2000   | septembre 2005 | Michel Henry        |           | Maire de Colombières        |
| septembre 2005 | avril 2008     | Jean-Pierre Richard |           | Maire de Trévières          |
| avril 2008     | décembre 2016  | Patrick Thomines    |           | Maire de Colleville-sur-Mer |